# Rana Tanveer Hussain
Rana Tanveer Hussian (Sheikhupura, 1º ottobre 1949) è un politico pakistano membro dell'Assemblea nazionale del Pakistan dall'agosto del 2018 all'agosto del 2023. In precedenza è stato deputato all'Assemblea nazionale dal 1985 a maggio 2018 e da febbraio 2024..

## Biografia
Rana Tanveer Hussain è fratello di Rana Afzaal Hussain e del defunto Rai Mansab Ali Khan, entrambi coinvolti nella politica locale di Nankana Sahib. Ha conseguito un Master in Economia ed ha una laurea in Giurisprudenza presso l'Università del Punjab a Lahore.

### Carriera politica
Hussain iniziò la sua carriera politica nel 1983 quando diventa membro del consiglio distrettuale di Sheikhupura. È stato eletto membro dell'Assemblea nazionale Pakistana per la prima volta nelle elezioni generali del 1985 come candidato indipendente. Successivamente si è unito alla Lega Musulmana del Pakistan (N).
Nelle elezioni generali pakistane del 1990 è stato rieletto come membro dell'Assemblea nazionale per la seconda volta.
Nel 1997 è stato rieletto per la terza volta. Dal 1997 al 1999 ha servito come assistente speciale del Primo ministro Nawaz Sharif. Nel 2008 è stato rieletto come membro del Assemblea Nazionale per la quarta volta.
Nel 2013 è stato rieletto per la quinta volta come membro del Assemblea Nazionale.
Nel giugno del 2013 è stato nominato ministro per la produzione della difesa. Successivamente gli è stato assegnato il portafoglio aggiuntivo del Ministero della Scienza e della Tecnologia.
Dopo l'elezione di Shahid Khaqan Abbasi a Primo Ministro del Pakistan nell'agosto 2017, è stato inserito nel gabinetto federale del Primo Ministro.  È stato nominato ministro federale per la produzione della difesa per la terza volta.
Nel novembre 2017, gli è stato assegnato il portafoglio di gabinetto aggiuntivo del Ministero della Scienza e della tecnologia.
Il 3 maggio 2018, in un rimpasto di governo, ha cessato di ricoprire la carica di ministro federale per la produzione della difesa, il ruolo è stato assunto da Usman Ibrahim che gli è succeduto.
Con lo scioglimento dell'Assemblea nazionale alla scadenza del suo mandato il 31 maggio 2018, Hussain ha cessato di ricoprire la carica di Ministro federale della scienza e della tecnologia.